# Luca Antonio Predieri
Luca Antonio Predieri (Bologna, 13 settembre 1688 – Bologna, 3 gennaio 1767) è stato un compositore italiano.

## Biografia
Trascorse in Italia la prima parte della sua vita, ma nel 1737 fu invitato alla corte di Vienna, ove si stabilì definitivamente.
Compose in prevalenza opere liriche.